# Lesslie Newbigin

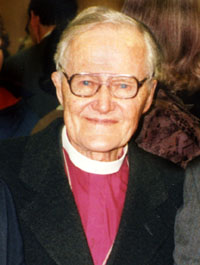
Lesslie Newbigin

James Edward Lesslie Newbigin CBE (* 8. Dezember 1909 in Newcastle upon Tyne; † 30. Januar 1998 in Herne Hill, London) war ein britischer reformierter Theologe, Missionar, Generalsekretär, anglikanischer Bischof in Südindien und Missiologe.

## Leben
Newbigin war nach der Ordination in der Kirche von Schottland im Jahr 1936 zunächst Missionar in Madras (Indien). Nach Bildung der Church of South India wurde er 1947 einer ihrer ersten Bischöfe. 1959 ging er als Generalsekretär des International Missionary Council nach Genf. Er begleitete die Integration des Rates in den Ökumenischen Rat der Kirchen, als dessen stellvertretender Generalsekretär er von 1960 bis 1965 wirkte. Anschließend kehrte er in die Church of South India zurück, um Bischof von Madras zu werden. Nach seiner Pensionierung 1974 lehrte er als Missionstheologe am Selly Oak College in Birmingham, England. 1978/79 amtierte er als moderator der United Reformed Church.
Er hatte beträchtlichen Einfluss in der weltweiten Ökumenischen Bewegung und in der Missionswissenschaft, insbesondere mit seinen Überlegungen zur Mission in der kulturell und religiös pluralistischen westlichen Welt des späten zwanzigsten Jahrhunderts. Denn er stellte fest, dass sich Westeuropa während seiner Tätigkeit in Indien kulturell stark verändert und seine Hoffnung verloren hatte. Ähnlich wie sein südafrikanischer Zeitgenosse David Bosch war Newbigin eine brückenbauende Persönlichkeit, von der Impulse im Weltkirchenrat, in der Weltweiten Evangelischen Allianz und von Emerging Church aufgenommen wurden und deren Einfluss bis heute andauert.

## Auszeichnungen
- 1974 Commander of the Order of the British Empire

## Schriften (Auswahl)
- A South India Diary. SCM, 1951.
  - Südindisches Tagebuch. Erlebtes mit Menschen und Mächten. Evangelischer Missionsverlag, Stuttgart 1960.
- The Household of God. Lectures on the Nature of the Church. SCM, 1953.
  - Von der Spaltung zur Einheit. Ökumenische Schau der Kirche. Evangelischer Missionsverlag, Stuttgart 1956.

- A Faith for this One World? 1961.
  - Eine Welt – ein Glaube? Basileia, Basel 1963.
- The relevance of trinitarian doctrine for today’s mission. Edinburgh House Press, 1963.
  - Missionarische Kirche in weltlicher Welt. Der dreieinige Gott und unsere Sendung. Kaffke, Bergen-Enkheim 1966.
- The Other Side of 1984. World Council of Churches, Geneva 1983, ISBN 978-2-8254-0784-4.
  - Salz der Erde?! Fragen an die Kirche heute. Schriftenmissions-Verlag Neukirchen-Vluyn 1985, ISBN 978-3-7958-8907-4.
- Unfinished Agenda. An Autobiography. London 1985, ISBN 0-281-04147-4.
- Foolishness to the Greeks. Gospel and Western Culture. Eerdmans/SPCK, 1986, ISBN 978-0-281-04232-6.
  - „Den Griechen eine Torheit“. Das Evangelium und unsere westliche Kultur. Aussaat, Neukirchen-Vluyn 1989, ISBN 978-3-7615-4667-3.
- Das Evangelium in einer pluralistischen Gesellschaft. Aussaat, Neukirchen-Vluyn 2017, ISBN 978-3-7615-6401-1.